# 博伟
博伟（Buena Vista），是华特迪士尼公司自1953年起广泛使用的品牌，曾包括：
- 博伟家庭娱乐（Buena Vista Home Entertainment），发行迪士尼影片、漫威影业、卢卡斯影业和二十世纪影业，及其他所购得发行版权的影碟、录影带等影音产品。
- 博伟电影发行（Buena Vista Pictures Distribution）
- 博伟出版集团（Buena Vista Publishing Group）
- 博伟电视公司（Buena Vista Television）
- 博伟国际（Buena Vista International）
- 博伟国际电视公司（Buena Vista International Television）
- 博伟音乐剧公司（Buena Vista Theatrical Productions）
- 博伟电影集团（Buena Vista Motion Pictures Group）
- 博伟音乐集团（Buena Vista Music Group）
- 博伟游戏（Buena Vista Games）

現今除了少數海外分公司之外，其餘均重組改名為華特迪士尼電影工作室或ABC旗下公司。2017年，博伟国际开始被重新启用，并于用于发行北美发行权为其他非迪士尼制作公司制作的电影。而原福斯舞台制作则于2020年被更名为博伟戏剧（Buena Vista Theatrical）。
另外，博伟家庭娱乐雖改組成華特迪士尼家庭娛樂，但仍使用「Buena Vista Home Entertainment, Inc.」作為事業品牌名稱，此外，从2020年5月开始，原二十世纪福斯家庭娱乐也开始使用「Buena Vista Home Entertainment, Inc.」作為事業品牌名稱。

## 名稱由來
因華特迪士尼製片場（Walt Disney Studios）位於美國加州南部柏本克的博偉街（Buena Vista Street）上。「Buena Vista」在西班牙語是「美景」的意思。 

## 華語電影發行
臺灣華特迪士尼股份有限公司（The Walt Disney Company（Taiwan）Ltd.）雖設有電影事業部，實際由其子公司博偉電影股份有限公司（Buena Vista Film Co., Ltd.）負責電影發行，並於1995創立。
1995年
- 玩具總動員

2000年
- 臥虎藏龍
- 玩具總動員2

2002年
- 雙瞳

2005年
- 七劍
- 宅變

2006年
- 千里走單騎
- 國士無雙
- 滿城盡帶黃金甲
- 霍元甲

2007年
- 不能說的秘密
- 色，戒
- 不能說的秘密

2008年
- 保持通話
- 海角七號

2009年
- 風聲
- 新宿事件
- 跳出去

2010年
- 近在咫尺
- 唐山大地震
- 通天神探狄仁傑
- 玩具總動員3

2011年
- 命運化妝師
- 戀愛恐慌症

2012年
- 女孩壞壞
- 寶米恰恰
- 寶島大爆走
- 犀利人妻最終回：幸福男·不難
- 戰馬
- 龍鳳大雙胞
- 金陵十三釵
- 007：空降危機
- 異星戰場：強卡特戰記
- 復仇者聯盟
- MIB星際戰警3
- 勇敢傳說
- 蜘蛛人：驚奇再起
- 攔截記憶碼
- 超急快遞
- 惡靈古堡V：天譴日

2013年
- 逗陣ㄟ
- 天台
- 甜蜜杀机
- 拔一條河
- 風起
- 決勝機密
- 狄仁傑：神都龍王
- 黛安娜
- 尖叫旅社
- 奧茲大帝
- 忠烈楊家將

2014年
- 逆轉勝
- 輝耀姬物語
- 回憶中的瑪妮
- 美味不設限
- 特務交鋒

2015年
- 來得及說再見
- 顫慄黑影：死亡天使

2016年
- 恐龍當家
- 地獄
- 腸腸搞轟趴
- 決戰異世界：弒血之戰
- 星際大戰外傳：俠盜一號
- 來得及說再見
- 星際過客

2017年
- 海洋奇缘
- 藍色小精靈：失落的藍藍村
- 表情符號電影
- 雷神索爾3：諸神黃昏
- 野蠻遊戲：瘋狂叢林

2020年
- 絕地救援
- 靈魂急轉彎

2021年
- 尋龍使者：拉雅

## 外部連結
- 博偉影痴俱樂部（页面存档备份，存于） （繁體中文）
- 博偉大戲院的Facebook專頁 （繁體中文）
- YouTube上的BVITW2009頻道 （繁體中文）
- YouTube上的BviTW頻道 （繁體中文）